# Śruba lodowa

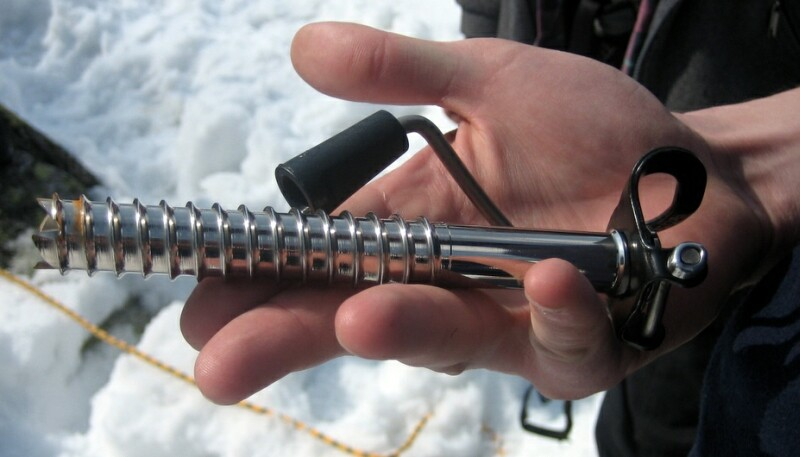
Śruba lodowa

Śruba lodowa – tuleja metalowa z zewnętrznym gwintem umożliwiającym osadzenie w lodzie. Śruby lodowe są stosowane jako punkty asekuracyjne oraz do wspinania się techniką hakową. Przy ich pomocy poręczuje się też drogi zejścia. Śruby osadza się przez wkręcanie. Zazwyczaj posiadają plakietkę ułatwiającą wpięcie karabinka. Nowoczesne śruby posiadają korbkę służącą do wkręcenia i wykręcenia. W nurkowaniu pod lodem wykorzystywane przy przeręblu do mocowania lin asekuracyjnych oraz jako awaryjne wyposażenie indywidualne nurka przebywającego pod lodem.